# ジャック・カロ
ジャック・カロ（Jacques Callot, 1592年 - 1635年3月24日）は、バロック期に活動したロレーヌ地方出身の版画家。オールド・マスター・プリント（old master print、西洋の伝統的な版画）における重要人物の一人である。生涯を通じ、約1400点の細密なエッチングを制作し、華やかな王宮生活と並んで兵士や道化、酔っ払いやジプシー、乞食などを題材にした作品も多く残した。宗教や軍隊を題材にしたものもあり、それらの多くは開けた眺望を背景にして描かれている。

## 生涯

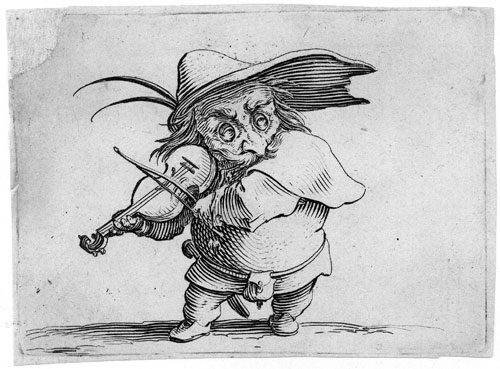
Burlesque Violinist, 6 x 8.5 cm

ジャック・カロは現在フランス領となっているロレーヌ公国の首都ナンシーで生まれた。カロは身分の高い家柄に生まれ（父はロレーヌ公に仕える式部官であった）、後の自作の署名にも自身を貴族として書き込んでいる。15歳の時に金細工師の徒弟となるが、すぐにローマに出、ここで国外追放されたフランス人フィリップ・トマッサンから版画の技術を学んだ。続いてカロはフィレンツェでアントニオ・テンペスタからエッチングの技法を学び、1612年から21年までこの地で過ごした。なお、カロには2000点を越えるスケッチが現存しているが、すべて版画の下描き用のものであり、おそらく絵画の修行は積まなかったものと考えられる。
フィレンツェに在住する間に版画家として独立し、特にメディチ家からの注文を受けた。1621年にコジモ2世が死去してのちにナンシーに戻り、残りの生涯をこの地で過ごしたが、晩年はパリやオランダも訪れている。カロはロレーヌやフランス、スペインの宮廷から注文を受けたほか、パリの出版社からも注文を取った。ナンシーの僻地にこもっていたにも拘らず、彼の絵はヨーロッパ中に広まり、レンブラントは熱心なコレクターの一人であった。

## エッチング技法の革新

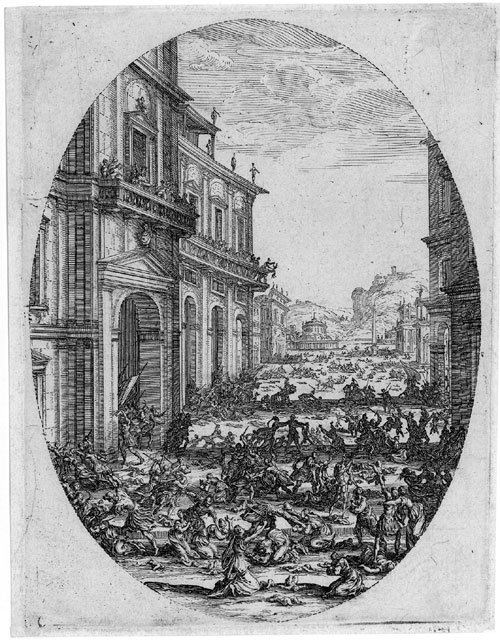
Massacre of the Innocents, 13.7 x 10.5 cm

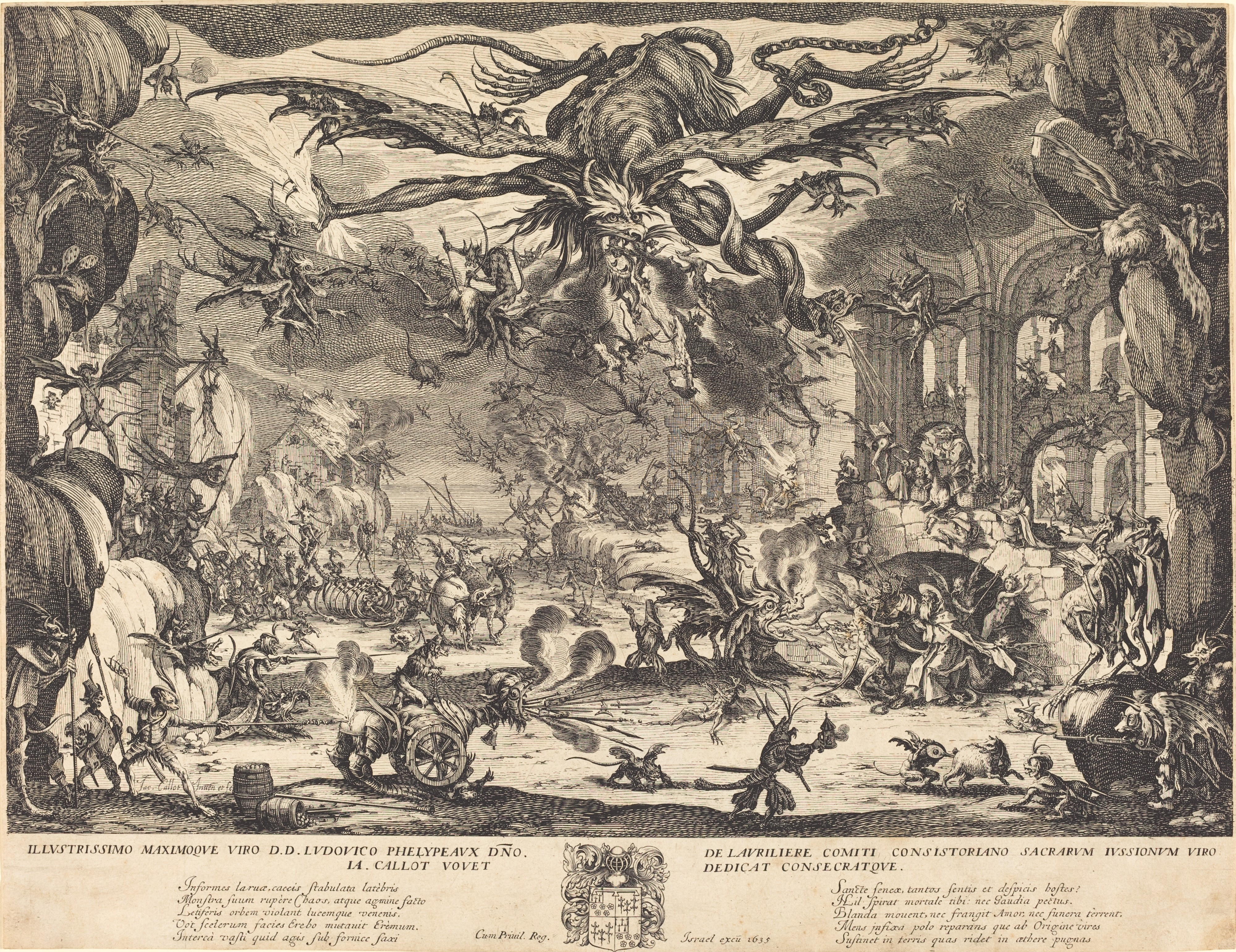
Jacques Callot : La Tentation de Saint-Antoine,, 1634

カロは卓越した版画技術を持っていたが、それは彼自身がおこなった重要な技術革新に支えられていた。カロは「エショップ（échoppe）」という、先端が傾斜した楕円形の断面になっているエッチング針を多用し、これによってそれまでエングレービングでしかできなかったような膨らみのある線を、エッチングにおいても表現できるようになった。 
またカロは、エッチングに用いる防蝕剤をそれまで一般に使われていたロウではなく、リュートの制作者が使う硬いニスを使用した。この変更によって彫られた線がより深く腐蝕されるようになり、印刷に使う版の寿命を伸ばすと同時に、酸の過剰な侵食による失敗、ファウル・バイティング（foul-biting）を劇的に減らすことに成功した。ファウル・バイティングはそれまで、版画制作者が一つのエッチングにあまりに多くの時間をかけることを躊躇させていたが、この革新によってそれまでエングレービングの占有物であった高度に細密な表現が、エッチングによっても可能となった。
カロはまた「ストッピング・アウト（stoppings-out）」を複数回行なう技術において卓越していた。これは版全体を酸で腐蝕させる際、陰影のトーンを軽くしておきたい部分を防蝕剤で覆っておく技法であり、カロはこの工程で入念な調節を行い、前例のないほどの微妙な距離感や陰影の表現に成功した。
これらのカロの技法は、彼の弟子の一人であったアブラム・ボス（Abraham Bosse）によって書かれたエッチングの技法書によって紹介され、イタリア語、オランダ語、ドイツ語、英語に訳されてヨーロッパ中に広まった。 

## 『戦争の惨禍』

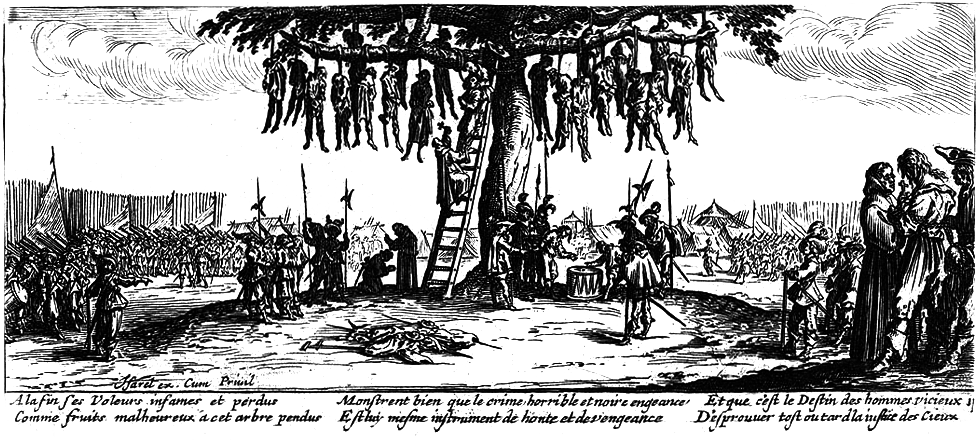
『戦争の惨禍』

カロのもっともよく知られている作品は『戦争の惨禍』と題されたシリーズである。これは『大きな惨禍』として知られる1633年の18枚の作品と、それ以前に作られた未完の『小さな惨禍』からなる（名称は絵の大きさに由来するが、大きなものでも8×13cm程度である）。
これらの絵では戦争のさなかで兵士たちが町や村、修道院で略奪と放火を行い、その末に上官によって処刑され、あるいは農民によって私刑にかけられ、あるいは体の不自由な乞食に成り果てる様が描かれている。『大きな惨禍』のシリーズが出版された1633年は三十年戦争によってロレーヌ地方がフランス軍から侵略を受けていた年であり、カロの『戦争の惨禍』はゴヤの『戦争の惨禍』シリーズと並ぶ、戦争の非人間性に対する芸術による告発の例となっている。

## 日本語文献
- 『画集 ジャック・カロ』 谷口江里也編著、講談社、1985年
- 『ジャック・カロ版画展　神奈川県立近代美術館コレクション』 伊丹市立美術館、2005年
- 『ジャック・カロ　リアリズムと奇想の劇場』 国立西洋美術館、2014年
- 谷口江里也『ジャック・カロを知っていますか？』 未知谷、2023年。ISBN 978-4-89642-688-5